# Институциональный репозиторий
Институциональный репозиторий — электронный архив для длительного хранения, накопления и обеспечения долговременного и надежного открытого доступа к результатам научных исследований, проводимых в учреждении.
Университетский институциональный репозитарий может содержать следующие материалы:
- Научные статьи;
- Аннотации и диссертации;
- Учебные материалы;
- Книги или разделы книг;
- Студенческие работы;
- Материалы конференций;
- Патенты;
- Изображения, аудио- и видеофайлы;
- Веб-страницы;
- компьютерные программы;
- Статистические материалы;
- Учебные объекты;
- Научные отчеты.

Основные особенности институционального репозитория:
- Обеспечение свободного доступа к результатам научных исследований, которые проводятся в университете через самоархивирование;
- Доступ к научным исследованиям университета для мирового сообщества;
- Сосредоточения материалов в одном месте;
- Сохранение других электронных материалов, в том числе неопубликованных (т. н. серая литература), таких как диссертации и технические отчеты.

## Происхождение термина
Понятие институциональный репозитарий имеет двойное происхождение:
- Институциональные репозитории частично связаны с вопросом цифровой интероперабельности, которая в свою очередь связана с инициативой открытых архивов (OAI) и её протоколом для сбора метаданных (OAI-PMH).
- Институциональные репозитории частично связаны с понятием электронной библиотеки — то есть функции сбора, хранения, классификации, каталогизации и обеспечение доступа к цифровому контента, аналогичны функциям обычных библиотек.

## Особенности и преимущества использования институционального репозитория
Согласно данным DOAR большинство институциональных репозитариев основаны на свободном программном обеспечении.
Преимущества и выгоды использования институциональных репозитариев для научных учреждений.
Использование и развитие репозитария выгодно для:
- Ученого;
- Научного подразделения;
- Университета в целом.

Для каждого ученого:
- Повышение индекса цитирования работ;
- Постоянное и длительное хранение;
- Сохранение авторских прав.

Для научного подразделения:
- Распространение;
- Рост уровня цитируемости;
- Длительность и постоянство;
- Сохранение.

Для университета:
- Поддержка научной деятельности;
- Повышение качества научной коммуникации;
- Повышение рейтинга;
- Свободный доступ к исследованиям.